# HD 221308
HD 221308，又名BD-07 6036，SAO 146748、HR 8928，是一颗位於寶瓶座的恒星，视星等为6.39，位于銀經76.78，銀緯-61.72，其B1900.0坐标为赤經23h 25m 51.7s，赤緯-6° -61.72′ 20″。